# Gerbert
Gerbert, fill de Bernat I Vescomte de Pallars i de Adelgarda, va recollir la successió del vescomtat vers el 1056 i va morir al cap d'uns vint anys després d'ocupar el Castell de Tendrui el 1066. Arnau, el seu germà, el va succeir en el càrrec.